# Витоша (станція метро)
«Витоша» (болг. Метростанция „Витоша“) — станція Другої лінії Софійського метрополітену. Наступна станція після «Джеймс Баучер», відстань між станціями 1,3 км, кінцева Другої лінії. Відкрита 20 липня 2016.

## Розташування
Розташована під рогом бульвару Черни-Врих і вулиці Сребирна. Станція розташована у районі Гладильника, поруч із Paradise Center, найбільший торговий центр в Болгарії, з яким вона сполучена підземним переходом. Автовокзал Гладильника, що знаходиться неподалік, обслуговує кілька приміських автобусних ліній до гори Витоша.

## Конструкція
Підземна однопрогінна з двома береговими платформами. Має два вестибюлі: північний і південний та 7 входів: 4 з вулиці Сребирна, 3 — з вулиці Филипа Кутєва і бульвару Тодора Каблешково. Оскільки станція є кінцевою, права (західна) платформа призначена тільки для висадки пасажирів, а ліва (східна) — тільки для посадки.

## Пересадка
- трамвай: 10
- автобус: 64, 65, 66, 83, 88, 93, 98, 120, 122